# Blizzard Ski
Blizzard Ski – austriacki producent sprzętu narciarskiego. Firma została założona w 1945 roku przez Antona Arnsteinera. Sportowcy używający produktów tego przedsiębiorstwa to między innymi: Marie-Therese Nadig, Michaela Dorfmeister, Reinfried Herbst, Marcel Hirscher, Mario Matt oraz Romed Baumann. Od 2006 roku marka jest częścią Tecnica Group.